# Leck Fischer
Otto Peter Leck Fischer (Copenaghen, 26 marzo 1904 – 17 giugno 1956) è stato uno scrittore e sceneggiatore danese.

## Carriera
Tra le sue opere, la commedia La bestia madre da cui Ingmar Bergman trasse il film Crisi nel 1946 e la sceneggiatura del film I campi scarlatti (1945), tratto da una sua opera teatrale.